# کبوتر سومالی
کبوتر سومالی یا کبوتر سومالیایی (نام علمی: Columba oliviae) نام یک گونه از سرده کبوتر است.